# Gonomyodes knowltonius
Gonomyodes knowltonius là một loài ruồi trong họ Limoniidae. Chúng phân bố ở miền Tân bắc.